# Junior Galette
Junior Jovais Galette (* 27. März 1988 in Port-au-Prince, Haiti) ist ein ehemaliger haitianischer American-Football-Spieler in der National Football League (NFL). Er spielte fünf Jahre für die New Orleans Saints als Outside Linebacker und zuletzt für die Washington Redskins.

## Jugend, High School und College
Galettes Eltern emigrierten in die Vereinigten Staaten. Als er 10 Jahre alt war, konnten sie es sich leisten ihn und seine beiden älteren Brüder nach New York nachkommen zu lassen. Er besuchte die Saint Joseph Regional High School in Montvale, New Jersey, wo er bereits dem Football-Team angehörte. College Football spielte er drei Jahre lang für die Owls, das Team der Temple University in Philadelphia, Pennsylvania sowohl als Linebacker als auch als Defensive End. Nachdem er dort aus disziplinären Grunden suspendiert wurde, konnte er seine vierte und letzte Saison für die Tigers des Stillman College in Tuscaloosa, Alabama, einem Team der NCAA Division II, absolvieren.

## NFL

### New Orleans Saints
Beim NFL Draft 2010 fand er zunächst keine Berücksichtigung, wurde danach aber von den Saints als Free Agent unter Vertrag genommen.
Seit 2013 ist er bei seinem Team Starter, 2014 wurde er von seinen Kollegen zu einem der Team Captains gewählt.
Im Januar 2015 wurde Galette von einer jungen Frau der Körperverletzung beschuldigt, die Anklage aber schon wenig später von der Staatsanwaltschaft zurückgewiesen.

### Washington Redskins
Am 31. Juli 2015 unterschrieb Junior Galette einen Einjahresvertrag bei den Washington Redskins. Nachdem er zwei komplette Spielzeiten verletzungsbedingt pausieren musste, absolvierte er 2017 alle Spiele für die Redskins, wobei ihm 20 Tackles und 3.0 Sacks gelangen, dennoch wurde sein Vertrag nach Ende der Saison nicht verlängert.